# 対馬市立比田勝小学校
対馬市立比田勝小学校（つしましりつ ひたかつしょうがっこう, Tsushima City Hitakatsu Elementary School）は、長崎県対馬市上対馬町
比田勝にある公立小学校。略称は「比小」（ひしょう）。
2024年（令和6年）には対馬市立豊小学校を統合したことにより、比田勝小学校が対馬ならびに長崎県最北端の小学校となった。

## 概要
歴史
1874年（明治7年）に開校した「第五大学区第四中学区佐須奈小学校比田勝分校」を前身とする。2009年（平成21年）に創立135周年を迎えた。

校区
住所表記で対馬市上対馬町の後に「河内（かわち）、大浦（おおうら）、泉（いずみ）、西泊（にしどまり）、古里（ふるさと）、比田勝（ひたかつ）、網代（あじろ）、富浦（とようら）、津和（つわ）、唐舟志（とうじゅうし）、浜久須（はまぐす）、玖須（くす）、大増（おおます）、舟志（しゅうし）、五根緒（ごねお）、鰐浦（わにうら）、豊（とよ）」が続く地区。
中学校区は対馬市立比田勝中学校

## 沿革

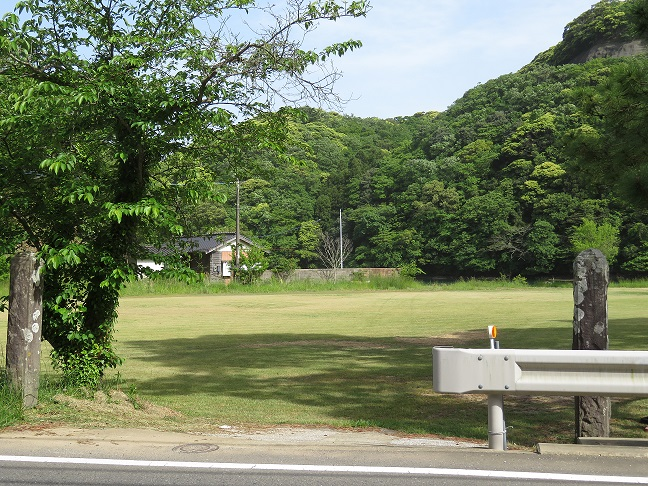
浜玖須小学校跡
（そばのバス停留所名が「旧学校前」）

- 1874年（明治7年）- 「第五大学区第四中学区佐須奈小学校比田勝分校」が開校。
- 1882年（明治15年）- 「佐須奈学区公立中等佐須奈小学校比田勝分校」に改称。
- 1886年（明治19年）- 小学校令により、「鰐浦[5]学区簡易比田勝小学校」に改称。
- 1891年（明治24年）-「比田勝学区尋常比田勝小学校」に改称。後に「比田勝尋常小学校」となる。
- 1900年（明治33年）- 高等科を併置し、「比田勝尋常高等小学校」となる。（尋常科4ヶ年（義務教育）、高等科4ヶ年）
- 1908年（明治41年）- 義務教育期間が尋常科4年から尋常科6年に延長される。（尋常科6ヶ年（義務教育）、高等科2ヶ年）
- 1911年（明治44年）- 高等科3年を設置。（尋常科6ヶ年（義務教育）、高等科3ヶ年）
- 1913年（大正2年）- 校舎を新築。
- 1917年（大正6年）- 比田勝農業補習学校を併設。
- 1919年（大正8年）- 津和尋常小学校を統合し、津和分教場とする。
- 1920年（大正9年）- 大浦尋常小学校[6]を統合。
- 1921年（大正10年）- 豊尋常高等小学校より泉地区が校区移管される。
- 1935年（昭和10年）4月1日 - 青年学校令により、併設の比田勝農業補習学校を比田勝青年学校に改称。
- 1941年（昭和16年）4月1日
  - 国民学校令により、「豊崎村第一比田勝国民学校[7]」に改称。尋常科を初等科に改称（初等科6年、高等科3年）。
  - 浜玖須尋常小学校を統合し、浜玖須分校とする。
- 1942年（昭和17年）4月1日 - 「豊崎村国民学校」に改称。第二国民学校を統合し、豊分校とする。津和分教場を津和分校とする。併設の青年学校が豊崎村青年学校に改称。
- 1947年（昭和22年）4月1日 - 学制改革（六・三制の実施）
  - 旧・豊崎国民学校の初等科が改組され、「豊崎村立比田勝小学校」となる。豊分校が分離し、豊崎村立豊小学校として独立。
  - 旧・豊崎村国民学校の高等科と旧・豊崎村青年学校が改組され、豊崎村立比田勝中学校（新制中学校）となる。旧・豊崎青年学校校舎を仮校舎として使用。
- 1948年（昭和23年）
  - 4月1日 - 浜玖須分校が分離し、豊崎村立浜玖須小学校として独立。
  - 12月1日 - 町制施行により、「豊崎町立比田勝小学校」に改称。
- 1955年（昭和30年）1月1日 - 上対馬町[8]の発足により、「上対馬町立比田勝小学校」に改称。
- 1961年（昭和36年）- 新校舎が完成。
- 1968年（昭和43年）4月1日 - 上対馬町立浜玖須小学校を統合。

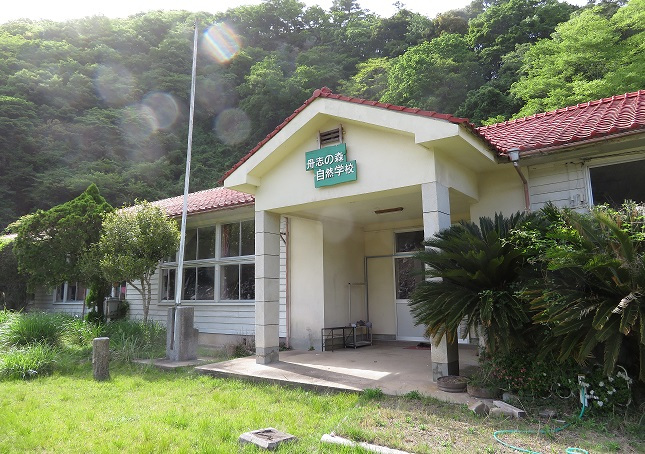
舟志小学校・中学校跡
（現・舟志の森自然学校）

- 1972年（昭和47年）- 体育館が完成。
- 1976年（昭和51年）4月1日 - 津和分校を統合。
- 1988年（昭和63年）4月1日 - 上対馬町立舟志小学校（しゅうし）を統合。
- 2004年（平成16年）3月1日 - 対馬市の発足に伴い、「対馬市立比田勝小学校」（現校名）となる。
- 2024年（令和6年）4月1日 - 対馬市立豊小学校を統合[9]。

旧・浜玖須小学校（はまぐす）
- 1874年（明治7年）- 「第五大学区第四中学区佐須奈小学校玖須分校」として玖須村観音寺に開校。
- 1882年（明治15年）- 「佐須奈学区公立中等佐須奈小学校浜玖須分校」に改称。
- 1886年（明治19年）- 小学校令により、「鰐浦学区簡易浜玖須小学校」に改称。
- 1891年（明治24年）- 簡易大増小学校[10]を合併し、「比田勝学区尋常浜玖須小学校」に改称。簡易唐舟志小学校[11]を統合し、唐舟志分教場とする。
  - 後に「浜玖須尋常小学校」と改称し、補習科（修業年限3ヶ年）を併置。
- 1908年（明治41年）- 義務教育期間が尋常科4年から尋常科6年に延長されたことにより、併置の補習科を廃止。
- 1911年（明治44年）- 唐舟志分校が津和浜に移転し、富浦尋常小学校を統合の上、津和分教場に改称。
- 1912年（大正元年）- 津和分教場が分離し、津和尋常小学校として独立。
- 1941年（昭和16年）4月1日 - 統合により、「豊崎第一比田勝国民学校 浜玖須分校」となる。
- 1942年（昭和17年）4月1日 - 「豊崎村国民学校 浜玖須分校」に改称。
- 1947年（昭和22年）4月1日 - 学制改革により、「豊崎村立比田勝小学校浜玖須分校」に改称。
- 1948年（昭和23年）4月1日 - 豊崎村立比田勝小学校より分離し、「豊崎村立浜玖須小学校」として独立。
- 1953年（昭和28年）- 大増に校舎を建設し移転。
- 1955年（昭和30年）1月1日 - 上対馬町の発足により、「上対馬町立浜玖須小学校」に改称。
- 1968年（昭和43年）3月31日 - 閉校。

旧・舟志小学校（しゅうし）
最終所在地 - 対馬市上対馬町舟志甲824番地（北緯34度36分24.2秒 東経129度25分44.7秒 / 北緯34.606722度 東経129.429083度）
- 1874年（明治7年）- 「第五大学区第四中学区佐須奈小学校舟志分校」として開校。
- 1882年（明治15年）- 「佐須奈学区公立中等佐須奈小学校舟志分校」に改称。
- 1887年（明治20年）- 小学校令により、「琴学区簡易舟志小学校」に改称。
- 1891年（明治24年）-「琴学区尋常舟志小学校」に改称。簡易五根緒小学校[12]を統合し、五根緒分教場とする。後に「舟志尋常小学校」と改称。
- 1908年（明治41年）- 義務教育期間が尋常科4年から尋常科6年に延長。
- 1910年（明治43年）- 五根緒分教場が分離し、五根緒尋常小学校として独立。
- 1915年（大正4年）- 高等科を併置し、「舟志尋常高等小学校」に改称。
- 1919年（大正8年）- 五根緒尋常小学校を統合し、再び五根緒分教場とする。
- 1941年（昭和16年）4月1日 - 国民学校令により「舟志国民学校」となる。尋常科を初等科に改称。
- 1947年（昭和22年）4月1日 - 学制改革（六・三制の実施）
  - 旧・国民学校の初等科が改組され、「琴村立舟志小学校」となる。
  - 旧・国民学校の高等科が改組され、琴村立舟志中学校となり、小学校に併設される。
- 1949年（昭和24年）- 中学校校舎が完成。
- 1955年（昭和30年）1月1日 - 上対馬町の発足により、「上対馬町立舟志小学校」に改称。
- 1963年（昭和38年）- 新校舎が完成。
- 1964年（昭和39年）- へき地集会所（講堂）が完成。
- 1971年（昭和46年）4月1日 - 五根緒分校を統合。
- 1981年（昭和56年）4月1日 - 上対馬町立比田勝中学校への統合で上対馬町立舟志中学校が廃止。併設を解消し、小学校単独となる。
- 1988年（昭和63年）3月31日 - 閉校。舟志小学校の跡地は2012年（平成24年）現在、「舟志の森自然学校」として活用されている[13]。

## アクセス
最寄りのバス停
- 対馬交通 「比田勝」バス停

最寄りの道路
- 長崎県道39号上対馬豊玉線
- 国道382号

最寄りの港
- 比田勝港
  - 九州郵船
    - 博多港（福岡県福岡市）へフェリーうみてらしを運航。
    - 厳原港（対馬市南部）・芦辺港（壱岐市）・郷ノ浦港（壱岐市）・博多港の間にジェットフォイルヴィーナスを運航。

  - 大亜高速海運・JR九州高速船等が釜山港との間に高速船を運航。

## 周辺
- 長崎県立上対馬高等学校
- 対馬市立比田勝中学校
- 対馬市立比田勝こども園（対馬市立比田勝幼稚園と比田勝保育所、泉保育所が統合）
- 対馬市役所上対馬振興部（旧・上対馬地域活性化センター）・上対馬総合センター
- 対馬北警察署比田勝警察官駐在所
- 対馬市消防本部上対馬出張所
- 比田勝郵便局
- 上対馬病院
- 豊崎神社
- 宝林寺